# St. Wolfgang (Stockheim)

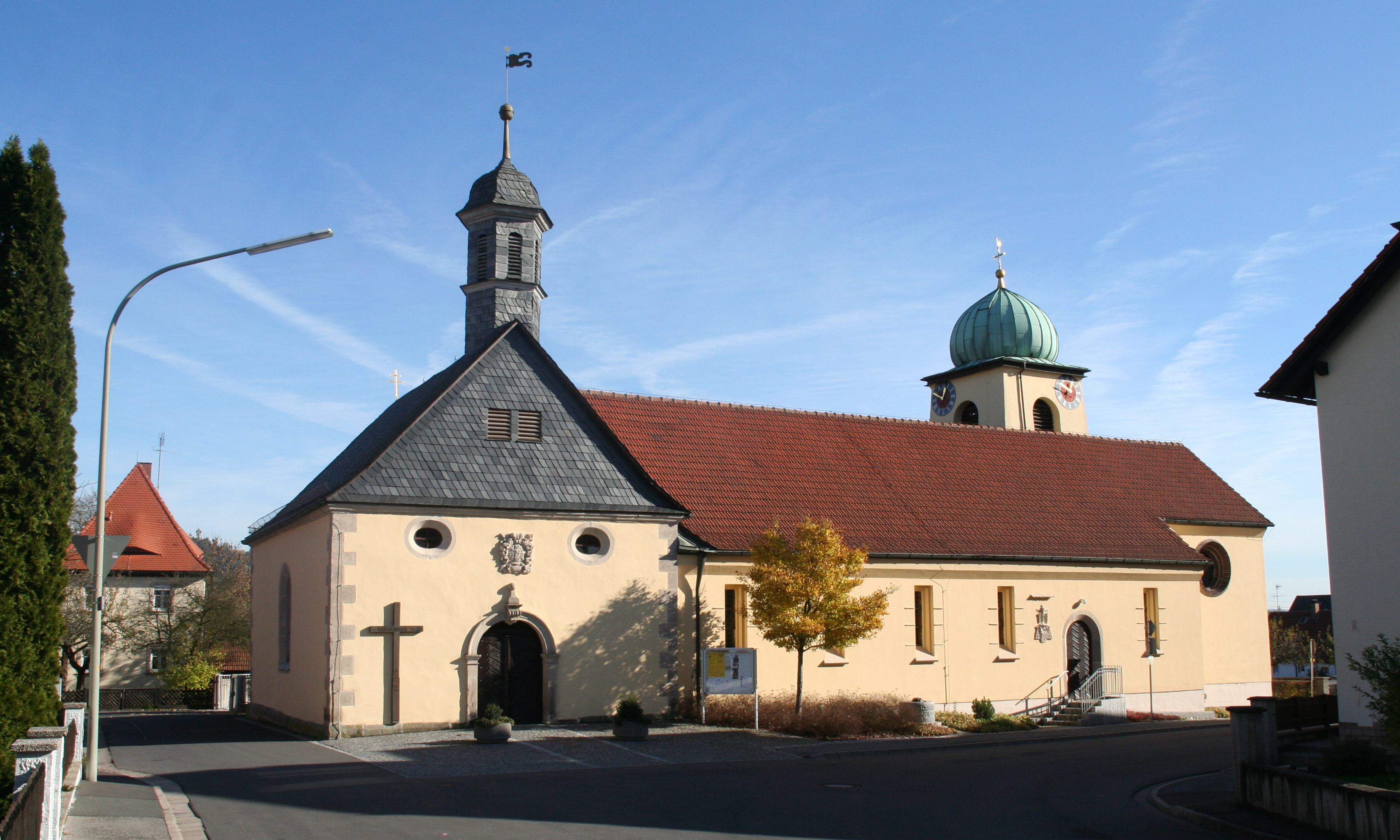
Pfarrkirche St. Wolfgang in Stockheim

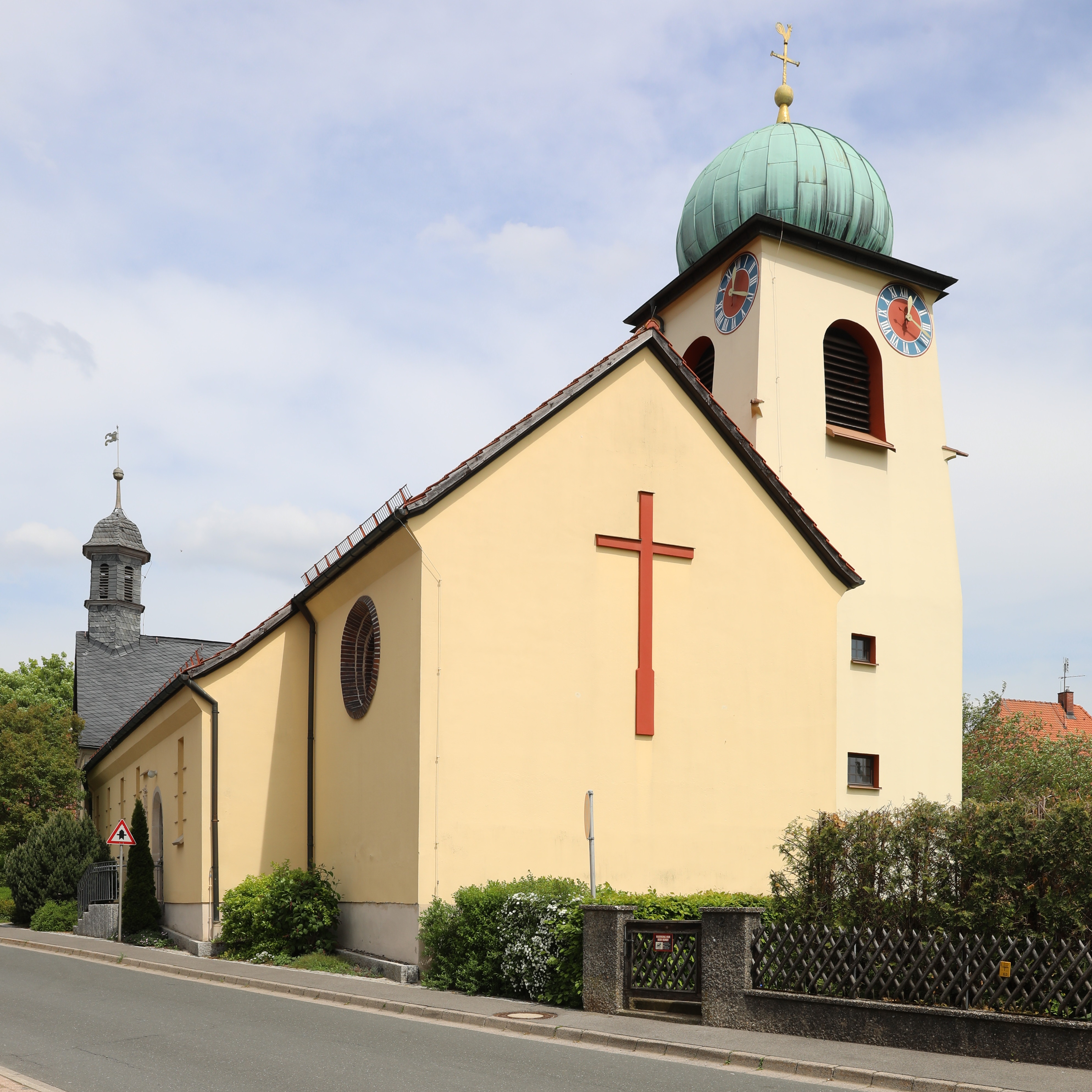
Südseite

Die römisch-katholische Pfarrkirche St. Wolfgang steht in Stockheim, einer Gemeinde im oberfränkischen Landkreis Kronach. Die Kirche wurde 1935 geweiht. Die Pfarrei, im Naturpark Frankenwald gelegen, gehört zum Dekanat und Seelsorgebereich Kronach des Erzbistums Bamberg.

## Geschichte
Eine Kapelle bestand in Stockheim im Jahr 1596. Dieses Gotteshaus wurde 1707 wegen Baufälligkeit abgebrochen und bis 1710 durch einen Neubau ersetzt. Am 25. Juli 1715 weihte der Weihbischof in Bamberg Johann Werner Schnatz die Kapelle, die als Filialkirche zur Pfarrei Neukenroth gehörte. Ab den 1870er Jahren wuchs die Bevölkerungszahl in Stockheim aufgrund des wirtschaftlichen Aufschwungs der Gemeinde stark an, weshalb bereits Mitte der 1910er Jahre eine Erweiterung der Kapelle diskutiert wurde. 1914 gründeten Gemeindemitglieder einen Kirchenbauverein, der im Juni 1915 die barocke Kapelle aus dem Eigentum der Stadt Kronach erwarb. Im Oktober 1915 reichte der Münchner Architekt Fritz Fuchsenberger Pläne für einen Umbau ein. Diese sahen ein rechtwinklig an die Kapelle angefügtes, zweischiffiges Langhaus mit Chorturm vor. Im März 1917 errichtete das Bamberger Erzbischöfliche Ordinariat innerhalb der Pfarrei Neukenroth die Kuratie Stockheim ein.
Die Baupläne wurden aufgrund der Inflation in den 1920er Jahren zunächst nicht verwirklicht. Stattdessen wurde 1928 lediglich eine Sakristei an die Kapelle angebaut. Der Nürnberger Kaplan Robert Grieb, der ab dem 8. März 1933 Kurat in Stockheim war, veranlasste die Wiederaufnahme der Planungen des Kirchenneubaus. Im August 1933 entschied der Kirchenbauausschuss, den Neubau in Angriff zu nehmen. Fritz Fuchsenberger überarbeitete seine Planung bis zum 1. September 1933. Auf die Zweischiffigkeit des Langhauses wurde verzichtet und Chorturm durch einen Chorflankenturm ersetzt. Im September 1933 begannen die Arbeiten mit dem Abbruch der Kapellensüdwand. Im Oktober 1933 genehmigte Baukunstausschuss des Staatsministeriums für Unterricht und Kultus in München die Planung. Die Grundsteinlegung folgte am 1. Oktober 1933, der Rohbau der Kirchenerweiterung im rechten Winkel alten Kapelle war im selben Monat fertiggestellt.
Für den Bau wurden unter anderem 90.000 Ziegelsteine der ehemaligen Kohlenwäscherei der Zeche St. Katharina, die von den Frauen der Gemeinde gereinigt wurden, verwendet. Bauern aus Posseck und Neukenroth leisteten Holzspenden und Spanndienste. Die Baukosten wurden mit 28.544 Reichsmark veranschlagt, die durch Spenden des Bonifatiusvereins und eine Landeskirchensammlung finanziert wurden.
Der Bamberger Erzbischof Johann Jakob von Hauck weihte die Kirche St. Wolfgang am 16. Mai 1935. Die Erhebung Stockheims zur Pfarrei folgte am 16. Dezember 1940. Die erste Renovierung der Kirche ließ die Gemeinde 1952 durchführen. Im Jahr 1962 wurde die Sakristei erweitert. Die zweite Renovierung 1979/1980 umfasste nach den Richtlinien des Zweiten Vatikanischen Konzils zusätzlich eine Neugestaltung des Innenraums gemäß Plänen des akademischen Bildhauers Heinrich Schreiber aus Kronach. Der Volksaltar, der Ambo und die Einfassung des Tabernakels wurden neu aufgestellt. Die Gemälde von Anton Rausch, an der Chorstirnwand ein thronender Christus und über dem Triumphbogen das Osterlamm mit Siegesfahne, verschwanden, das Chorgitter, die Kanzel, der Hochaltar und die Seitenaltäre wurden entfernt. Im Jahr 1998 folgte eine Restaurierung.
Im Jahr 2018 wurde im Altbau eine Werktagskapelle mit einem Altartisch und einem Ambo, Werke von Rainer Kraus, eingerichtet.

## Baubeschreibung
Die Pfarrkirche steht im Nordostteil des alten Ortskernes, westlich der Frankenwaldbahn, am Fuße des Spitzberges. Das Gotteshaus besteht aus einer Kapelle von 1710 in westöstlicher Richtung und dem in nordsüdlicher Richtung an der Südseite des Altbaus angefügten Neubau mit einem längsrechteckigen Langhaus, einem eingezogenen Rechteckchor und einem seitlichen Glockenturm.

### Altbau

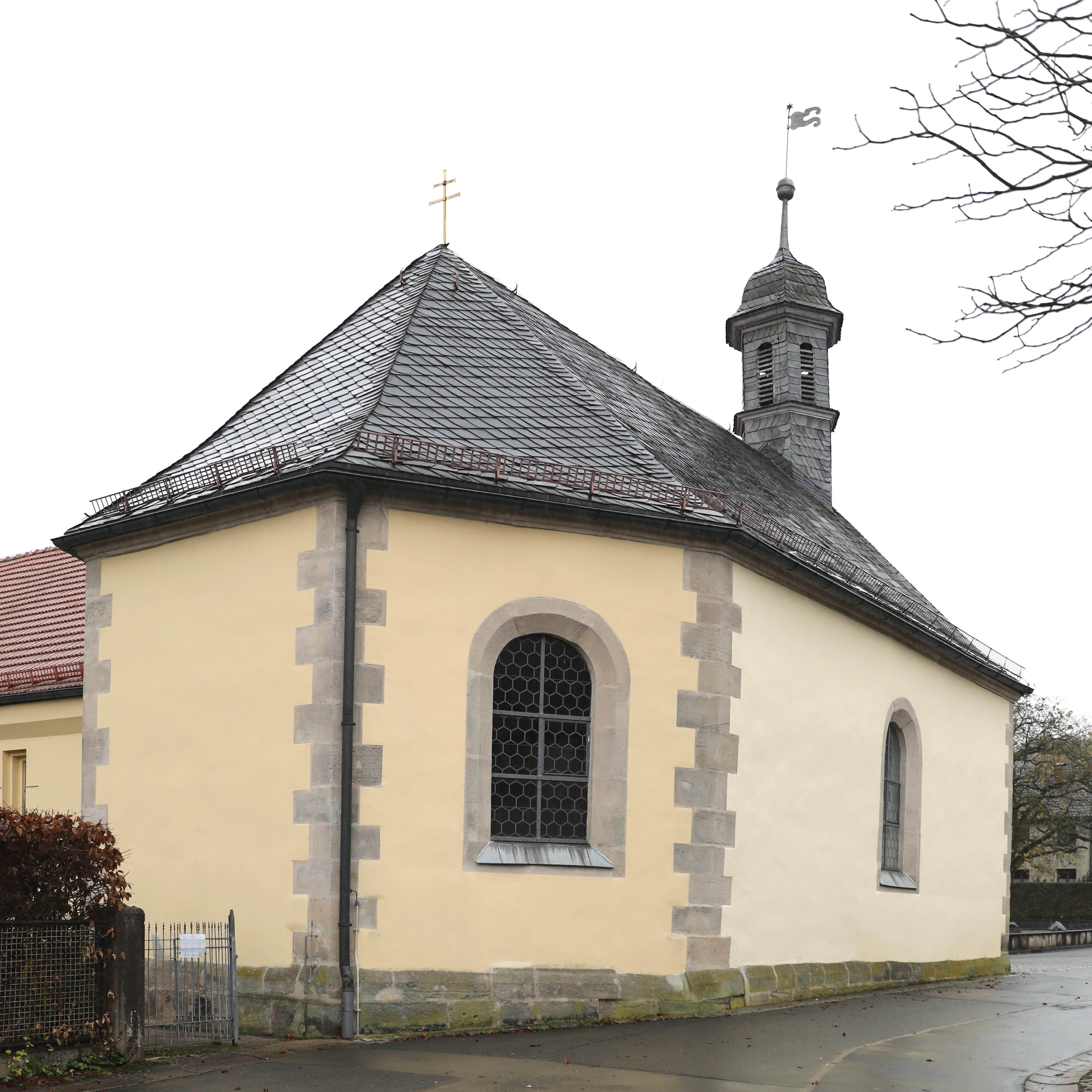
Altbau

Der alte Saalbau besteht aus einem dreiseitig geschlossenen Kirchenraum mit einer Fensterachse, der von einer hölzernen Flachdecke mit einem profilierten Unterzug überspannt wird. Die Ostseite ist als ein fluchtender, dreiseitig geschlossener Chor ausgebildet, die Südwand ist zum Neubau geöffnet. An der Nordseite steht die hölzerne, eingeschossige Orgelempore. Die drei Fenster sind rundbogig. Die verputzte Fassade gliedern versetzte Eckquaderungen und Rahmungen aus Sandstein.
Das rundbogige Westportal besitzt als Schlussstein eine Volute mit der Jahreszahl 1707, darüber sitzt eine Kugel. Im oberen Teil der Westfassade befindet sich ein Sandsteinrelief mit dem Amtswappen des Bamberger Fürstbischofs Lothar Franz von Schönborn und mit der Jahreszahl 1710 in der Inschrift. Daneben sind querovale Fenster angeordnet. Ein verschiefertes Satteldach bildet den oberen Abschluss. Über dem verschieferten Giebelfeld steht ein sechsseitiger Dachreiter mit einer geschwungenen Kuppel.

### Neubau

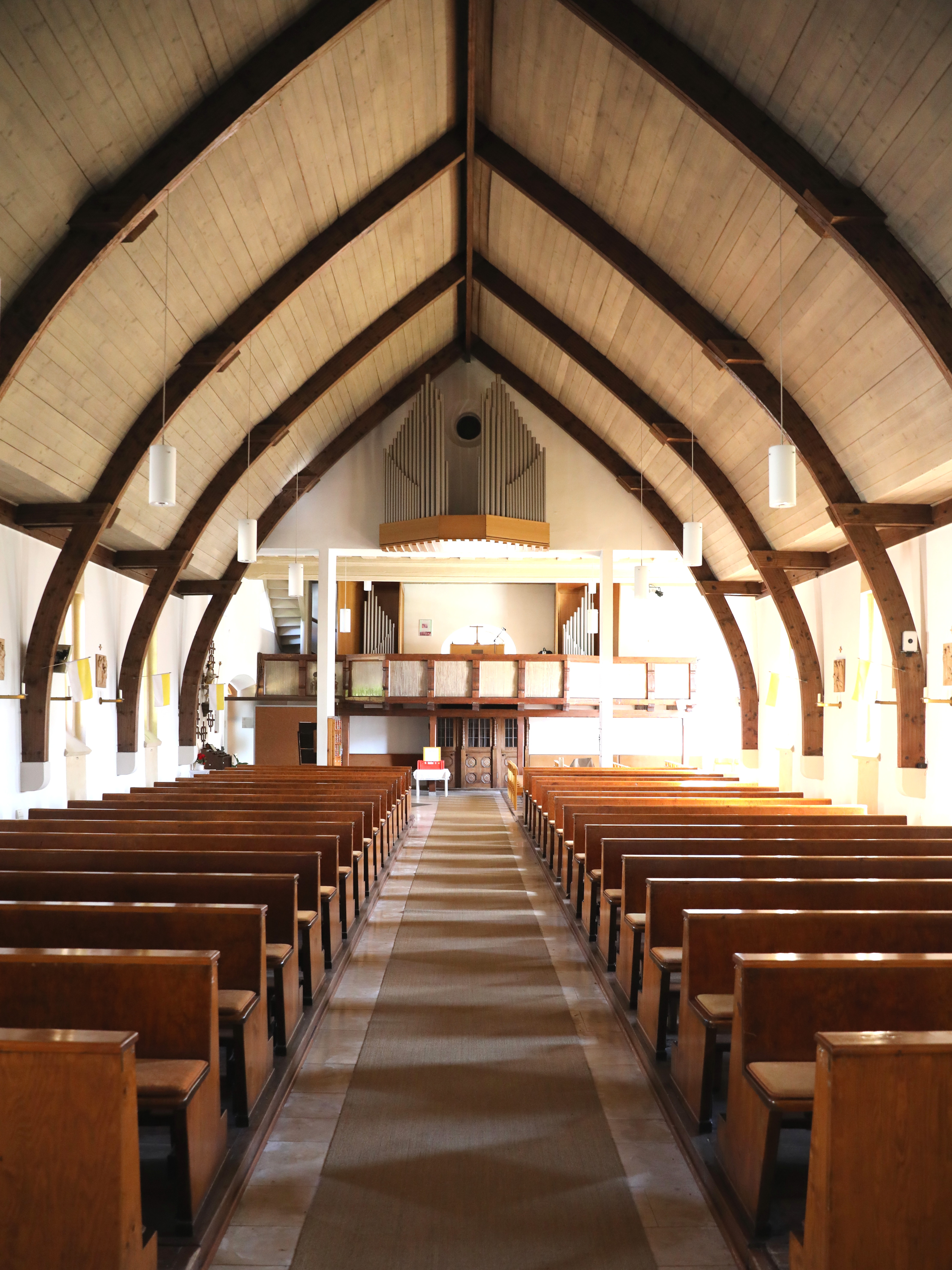
Orgel

Die verputzten Langhauswände haben fünf Fensterachsen mit hochrechteckigen Fenstern, gerahmt von schmalen Ziegelstreifen. Die Westfassade ist gegenüber der Kapellenfassade um eine Steinlage nach innen versetzt. Zwischen den beiden südlichen Fenstern befindet sich ein Rundbogenportal, links davon ein Relief mit dem Wappen von Erzbischof Jacob von Hauck und der Jahreszahl 1934. Den glatt verputzten und hell gefassten Innenraum überspannt ein hölzernes, kielbogenförmiges Tonnengewölbe, das gegenüber der Raumbreite leicht eingezogen ist. Sieben dunkel gefasste Holzbinder, die zwischen den Fenstern angeordnet sind und auf Steinkonsolen ruhen, tragen das Gewölbe und die Dachkonstruktion.
Das Langhaus und der eingezogene Rechteckchor haben ein ziegelgedecktes Satteldach mit gleicher Firsthöhe und Dachneigung. Ein Rundfenster in der oberen westlichen Wandhälfte belichtet den Chorraum mit geradem Schluss. Die Chorstirnwand ist geschlossen. Ein halbrunder Triumphbogen verbindet das Langhaus mit dem um vier Stufen erhöhten Chorraum, der von einer Flachdecke überspannt wird.
Neben dem eingezogenen Chor steht im östlichen Chorwinkel der Kirchturm mit quadratischem Grundriss. Der Turm verjüngt sich auf halber Höhe und wird von einer kupferverkleideten Zwiebelhaube bekrönt. Unter der Dachtraufe befinden sich die Glockenstube und davor an jeder Seite eine rundbogige Schallöffnung sowie ein Ziffernblatt. Die Sakristeierweiterung von 1962 steht an der Nordseite des Turms und verdeckt das südliche Fenster der östlichen Fassade.
Ein halbrunder Triumphbogen verbindet das Langhaus mit dem um vier Stufen erhöhten Chorraum, der von einer Flachdecke überspannt wird.

## Ausstattung

### Altbau

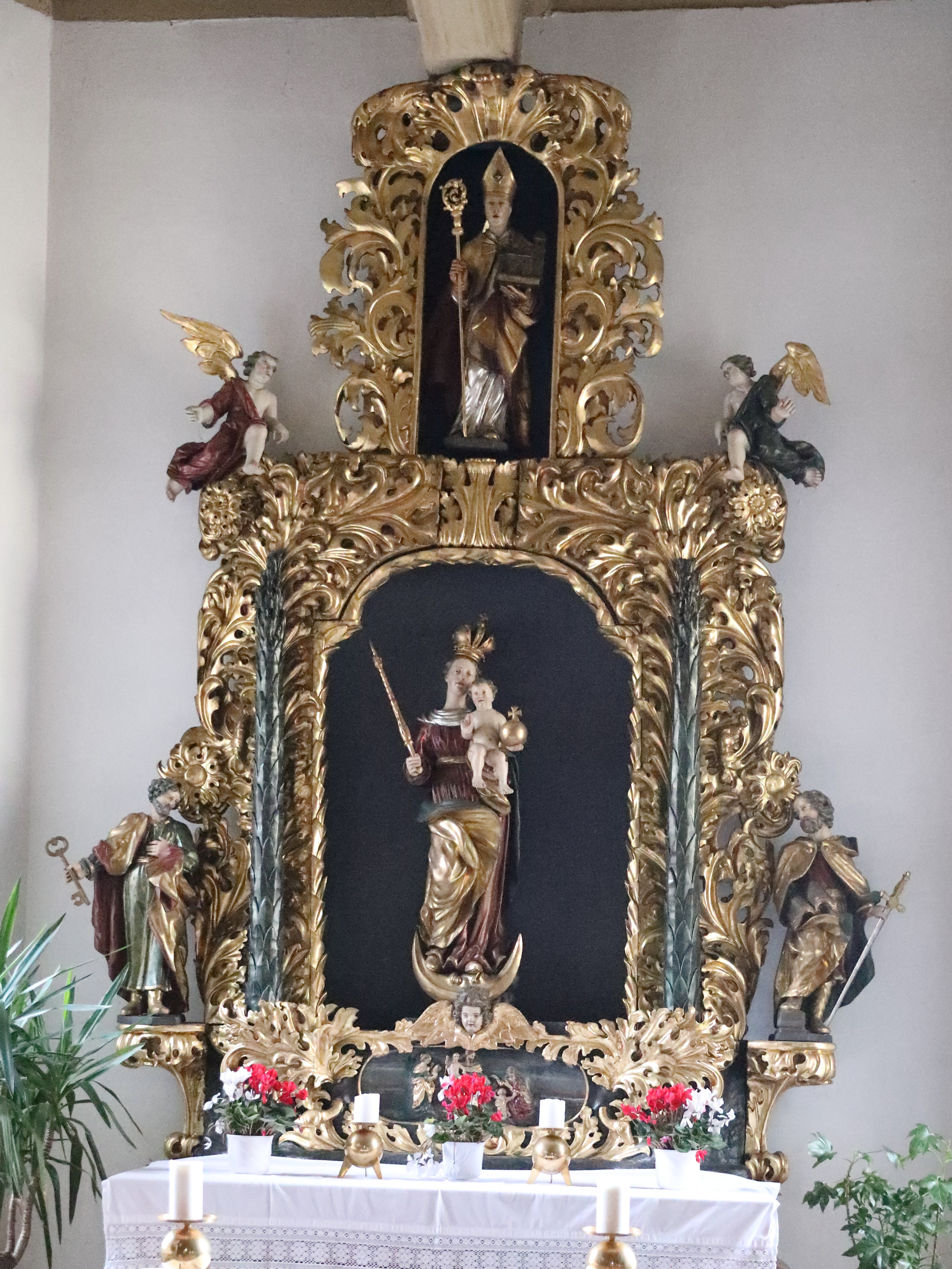
Marienaltar

Der Marienaltar im Altbau ist ein Teil eines Altars der Kronacher Kapelle St. Anna, der dort bis zur Säkularisation in Bayern im Jahr 1803 stand. Der Holzaufbau mit seiner durchbrochenen Akanthusschnitzerei wird auf das frühe 18. Jahrhundert datiert. In der Predella befindet sich ein Relief, das Christus und die Kinder zeigt. In der Mitte steht eine Muttergottesstatue, von Palmenstämmen flankiert. Seitlich befinden sich die Heiligen Petrus und Paulus. Die nachträglich eingefügten Holzfiguren stammen aus dem zweiten Viertel des 18. Jahrhunderts. Im Auszug schließt der Pfarrpatron, der heilige Wolfgang, den Altar nach oben ab.
Auf der rechten Seite der Kapelle, am Eingang, steht eine Holzfigur des heiligen Wendelin, eine Arbeit aus dem späten 18. Jahrhundert. Daneben befindet sich in einer Nische die Holzfigur Christus an der Geißelsäule, die wohl um 1700 entstanden ist. Eine Holztafel mit dem Wappen der Stadt Kronach bemalt und der Jahreszahl 1710 befindet sich an der Emporenbrüstung. Sie verweist auf die früheren Besitzverhältnisse: Fürstbischof Franz von Hatzfeld schenkte der Stadt Kronach 1639 die beiden Rittergüter Haßlach und Stockheim als Entschädigung für die im Dreißigjährigen Krieg erlittenen materiellen Verluste. Die Kirchenstiftung Stockheim musste sich beim Kauf der Kapelle im Jahr 1915 notariell verpflichten, das Wappen nicht ohne Zustimmung der Stadt Kronach aus der Kirche zu entfernen.

### Neubau
Die Front des Steinaltares zeigt in einem Relief eine nicht endende Wasserquelle. Der Ambo aus Stein besitzt ein Relief mit einer Darstellung von glühender Kohle und einer Zange.
Auf dem rechten Seitenaltar steht die Holzfigur des heiligen Josef mit dem Jesuskind. In den Marienmonaten Mai und Oktober wird der Altar mit einer Marienstatue geschmückt. Außerdem befindet sich im Neubau eine Holzfigur des heiligen Johannes Nepomuk, eine Arbeit aus der Werkstatt des Kronacher Bildhauers Pankraz Fries, um 1760/1770 entstanden.